# ГЕС Кодасаллі
ГЕС Кодасаллі – гідроелектростанція на півдні Індії у штаті Карнатака. Знаходячись між ГЕС Nagjhari (вище по течії) та ГЕС Кадра, входить до складу каскаду на річці Калінаді (Калі), яка дренує західний схил Західних Гатів та впадає у Аравійське море біля Карвару.
В межах проекту річку перекрили комбінованою бетонною та земляною греблею висотою 52 метри та довжиною 534 метри, яка потребувала 574 тис м3 матеріалу. Вона утримує водосховище з об’ємом 286 млн м3 (корисний об’єм 199 млн м3).
Пригреблевий машинний зал обладнали трьома турбінами типу Каплан потужністю по 40 МВт, які при напорі від 25 до 40 метрів (номінальний напір 37 метрів) повинні забезпечувати виробництво 0,5 млрд кВт-год електроенергії на рік.